# Edouard Martin

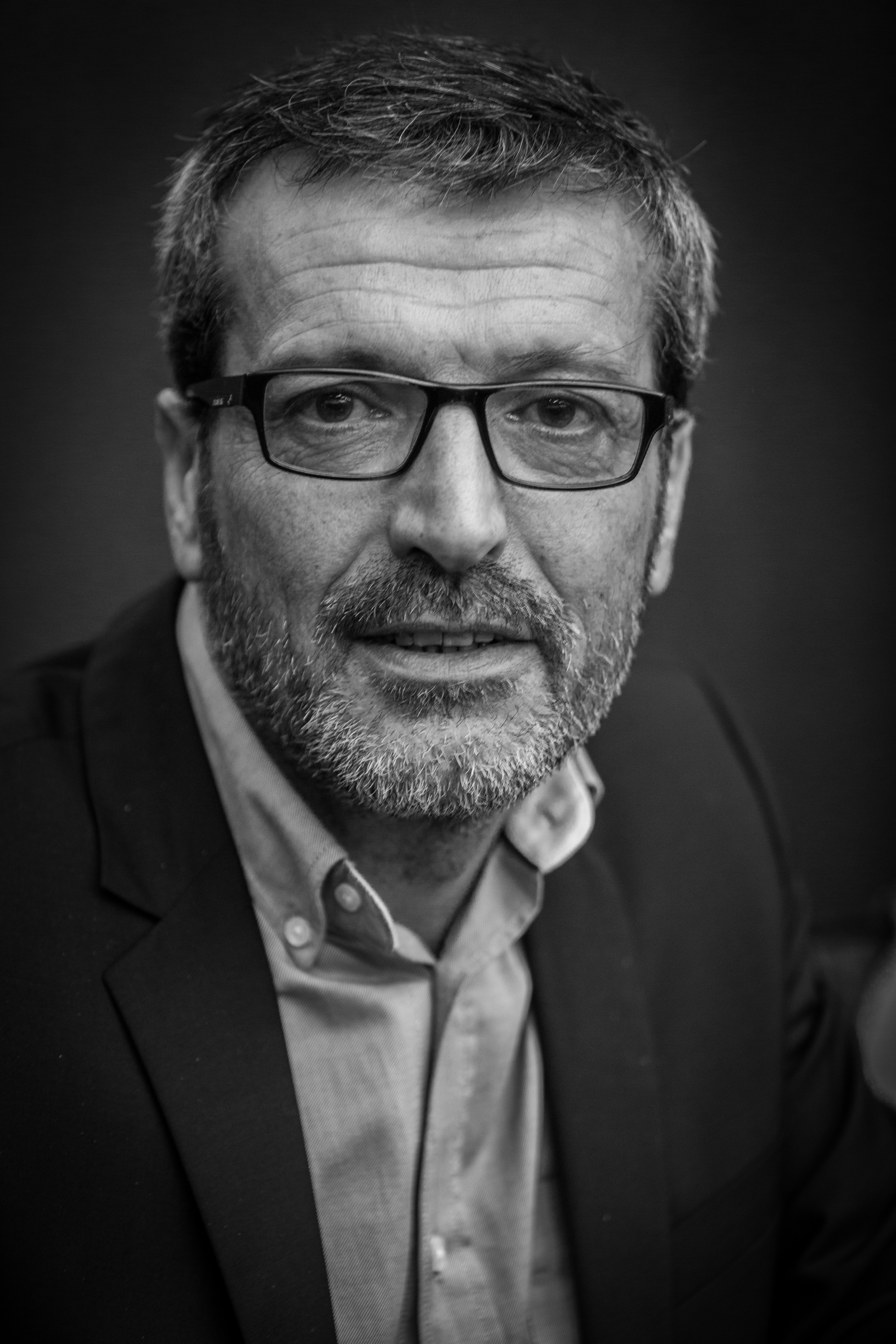
Edouard Martin, 2014

Edouard Martin (* 15. Juni 1963 in El Padul) ist ein französischer Gewerkschafter und Politiker der Parti socialiste.

## Leben
Martin ist seit 2014 Abgeordneter im Europäischen Parlament. Dort ist er Mitglied im Ausschuss für Beschäftigung und soziale Angelegenheiten und in der Delegation im Ausschuss für parlamentarische Kooperation EU-Moldau.